# Har Amasa
Har Amasa (ebraică: הַר עֲמָשָׂא, traducere: "Muntele Amasa".) este o așezare în partea de sud a Israelului.

## Geografia
Este situată în apropierea pădurii Yatir la 20 km sud de Hebron și la 14 km nord-est de Arad, este singura localitate din Consiliul Regional Tamar care este amplasată în zonele muntoase din afara zonei Mării Moarte.

### Nume
A fost numită după Muntele Amasa (859 m) din apropiere, care a fost la rândul său, numit Amasa după fiul lui Ithra israelitul (2 Samuel 17:25).

## Istoria
Satul a fost fondat inițial ca o așezare Gush Emunim . În 2003, ea a fost transferată autorității Uniunii Agricole, și s-a pregătit să se extindă pentru a include mai mulți rezidenți noi într-un cadru mai puțin formal. Acesta a fost predat kibuțului "United Kibbutz Movement" pe 30 iunie 1983. De atunci este organizată ca kibuț.